# Детони, Мариян

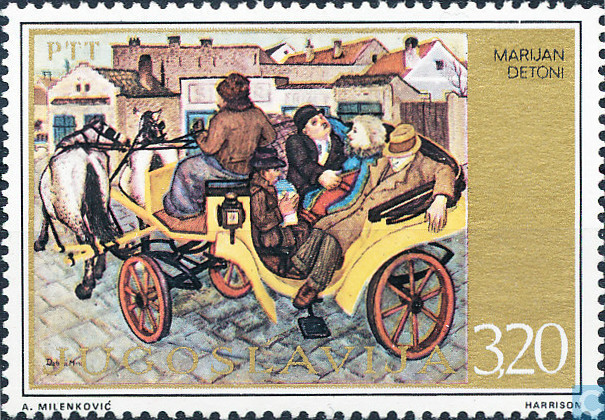
Картина М. Детони «Пьяницы» на марке Югославии. 1975 г.

Мариян Детони (хорв. Marijan Detoni; 18 апреля 1905, Крижевцы, Королевство Далмация, Австро-Венгрия — 11 мая 1981, Загреб, СФРЮ) — хорватский живописец и график, педагог, профессор.

## Биография
Обучался в Академии изящных искусств в Загребе под руководством Фердо Ковачевича, Максимилияна Ванки, Любо Бабича, Томислава Кризмана и Владимира Бецича.
Выставлялся с 1928 года. Он был членом арт-группы «Zemlja». В 1933—1934 стажировался в Париже. Позже несколько раз посещал Францию.
Во время Второй мировой войны партизанил. После окончания войны, решением Министерства образования он был назначен комиссаром загребской академии искусств и до момента выборов ректора, выполнял функции руководителя вуза.
С 1945 по 1975 год — профессор, с 1956 — заведующий кафедрой графики Академии художеств в Загребе.

## Творчество
Занимает одно из ведущих мест в хорватской графике. Он автор авангардистских портретов, картин в жанре ню, беспредметных композиций, пейзажей, в том числе, городских.
Во время пребывания в Париже создал цикл линогравюр «Люди Сены». Картины, изображающие жизнь провинции наполнены чувством юмора и гротеска.
На первом этапе его творчества преобладают тенденции экспрессионизма. Картина Детони «Фантазия обветшалой стены» является предвестником абстрактной живописи Хорватии.
После Второй мировой войны в работе художника преобладали тенденции социалистического реализма.
Картины Марьяна Детони представлены в Загребской Современной галерее.